# Земская почта Днепровского уезда
Зе́мская по́чта Днепро́вского уе́зда — земская почта, организованная земской управой Днепровского уезда Таврической губернии. Существовала с 1867 года. В уезде были выпущены собственные земские марки.

## История почты
Днепровская уездная земская почта была открыта 1 июля 1867 года. Почтовые отправления доставлялись из уездного центра (города Алёшки) на Каховку и Чаплынку дважды в неделю. Начиная с 1868 года, уездная земская почта стала пересылать не только казённые и земские, но и частные почтовые отправления, доставка которых оплачивалась земскими почтовыми марками номинал 5 копеек.
С 1 января 1895 года доставка всех почтовых отправлений, за исключением посылок массой более 5 фунтов, стала бесплатной.

## Выпуски марок
Указанная в каталогах земская почтовая марка Днепровского уезда, которая была якобы выпущена в 1866 году, предположительно является пробной.
Печать марок осуществлялась в частной типографии в Херсоне. У первых выпусков имеется прямоугольная рамка, внутри которой размещена надпись «Земская марка для писем 5 к. Днепр. уезда».
В рисунках последних выпусков (1885—1890) представлен герб Днепровского уезда.

## Гашение марок
Гашение днепровских земских марок осуществлялось чернилами (перечёркиванием).